# إيكو رينجرز
صدى حارس هو أحد جنود مشاة البحرية مركبة مستقلة تحت الماء (AUV) التي بناها بوينغ.
بنيت أصلا في عام 2001 لالتقاط صور عالية الدقة السونار صور من قاع البحر لشركات النفط والغاز الطبيعي، مثل إكسون موبيل،  صدى الحارس  تم يخضع لاختبار ممكن استخدام من قبل الجيش. بين استخداماتها العسكرية المحتملة هي لمطاردة أهداف في مياه العدو والقيام بدوريات الموانئ المحلية للكشف عن التهديدات الأمنية الوطنية، ونظف قاع المحيطات للكشف عن المخاطر البيئية. الأوزان غاطسة أكثر من خمسة أطنان (4.5 للطن المتري الواحد ق)، هو 18.5 قدم (5.6 متر) لفترة طويلة وقادرة على النزول إلى 10000 قدم (3048 متر).